# Аполлон-4
«Аполло́н-4» (англ. Apollo 4) — испытательный беспилотный запуск ракеты «Сатурн-5» с космическим кораблём серии «Аполлон» и макетом лунного модуля в качестве полезной нагрузки.

## Задачи полёта
В рамках проекта были осуществлены первые лётные испытания крупнейшей ракеты-носителя «Сатурн-5» и её ступеней S-IC и S-II, а также первый запуск со стартового комплекса 39А (который построили специально под «Сатурн-5»). На борту ракеты и корабля были установлены 4098 измерительных приборов, которые обеспечивали контроль за испытаниями.
Помимо проверки совместимости ракеты и корабля были поставлены следующие задачи: удостовериться в безопасности теплозащиты командного модуля при повторном вхождении в атмосферные слои Земли на высоких скоростях, продемонстрировать возможность повторного запуска третьей ступени ракеты на орбитальной высоте, оценить работу системы обнаружения аварийных ситуаций в реальном режиме, продемонстрировать работу систем наведения и управления ракеты во время вывода на орбиту и др.

## Полёт
После двухмесячной предстартовой подготовки ракета была готова к запуску. За три дня до пуска ракету заправили компонентами топлива: жидкий кислород, жидкий водород и очищенный керосин. Жидкостный ракетный двигатель был запущен 9 ноября 1967 года в 12:00:01 UTC. Через 9 секунд, точно в расчётное время, ракета-носитель оторвалась от стартовой площадки.
Двигатели первой ступени отработали 153 секунды (на 2,4 секунды больше расчётного времени), двигатели второй ступени — 6,1 минуты (>4,7 секунды). Вторая ступень отделилась через 9 минут после старта ракеты. Через 11 минут 16 секунд полёта двигатели третьей ступени отключили. К этому моменту основной блок корабля и S-IVB вышли на орбиту ИСЗ высотой 188 километров при скорости 7798,25 м/сек.

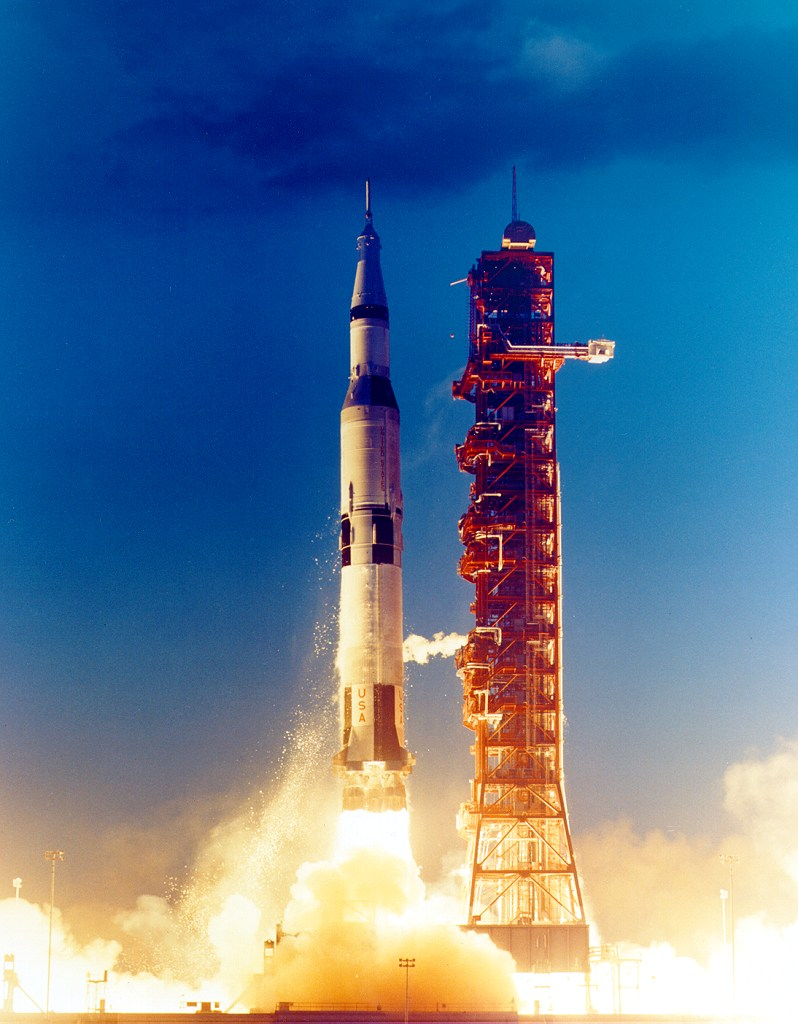
Запуск ракеты «Сатурн-5» с «Аполлоном».

После двух витков вокруг Земли, снова заработали двигатели третьей ступени, через 5 минут 33 секунды она вывела корабль  на эллиптическую орбиту с высотой 17 400 километров над Землей, а через 10 минут ступень S-IVB отделилась от корабля. Была достигнута высота 18 317 километров.
При возвращении был вторично включён ЖРД служебного отсека и за 90 секунд до входа в атмосферу была достигнута скорость 11 144 м/сек. На этапе спуска в атмосфере температура теплового экрана командного отсека была немного выше 2482 °C. Глубина обугливания абляционного покрытия оказалась меньше расчётной (0,76-1,27 см вместо 1,27-1,9 см). Внутри командного отсека температура не превышала 21 °C.
После 8 часов 37 минут полёта командный отсек приводнился в 1000 километрах к северо-западу от Гавайских островов. Вес отсека после посадки составил 4,8 тонны.

## Съёмки
Отделение первой ступени ракеты и переходника в ходе полёта Аполлон-4 было заснято бортовыми автоматическими кинокамерами. Камеры, заключённые в специальные контейнеры, устанавливались по бортам в нижней части второй ступени носителя; вскоре после отделения первой ступени, после проведения съёмки, на высоте порядка 70 км они отделялись и совершали парашютный спуск в океан, где подбирались кораблями инженерной службы. Эти съёмки фигурируют во многих фильмах о полётах «Аполлонов» к Луне (например, в фильме «Для всего человечества»).
Отснятый материал также использовался и в художественных произведениях, например в фантастическом телесериале «Звёздный путь».

## Интересный факт
Так как только в полётах AS-201 и AS-202 стартовали корабли Аполлон, то они неофициально были известны как Аполлон-1 и Аполлон-2 (при запуске AS-203 ракета несла лишь головной обтекатель).
Весной 1967 года первый помощник руководителя NASA по пилотируемым космическим полётам доктор Джордж Э. Мюллер объявил, что полёт, не состоявшийся из-за трагической гибели В. Гриссома, Э. Уайта и Р. Чаффи, будет известен как Аполлон-1 и добавил, что ближайший пуск — старт Сатурна-5, намеченный на ноябрь 1967 года, назван Аполлон-4.
После заявления Мюллера старты AS-201 и AS-202 неофициально стали именоваться Аполлон-2 и Аполлон-3
.